# Fouke (Arkansas)
Fouke ist eine Stadt im Miller County des US-amerikanischen Bundesstaates Arkansas. 2020 lebten 808 Menschen auf einer Stadtfläche von 2,7 Quadratkilometern.
Fouke ist Teil der sozioökonomischen Region Ark-La-Tex, die Teile der Bundesstaaten Arkansas, Louisiana, Oklahoma und Texas umfasst.

## Demographie
Die Volkszählung 2000 ergab eine Einwohnerzahl von 859 Menschen in Fouke. Diese teilten sich auf 291 Haushalte und 220 Familien auf. Auf einen Quadratkilometer kamen damit etwa 300 Menschen. 95,5 % der Bevölkerung waren Weiße, 2,5 % Indianer, 1,7 % Hispanics oder Lateinamerikaner und 0,3 % Schwarze. 0,6 % der Bevölkerung entstammten einer anderen Rasse, 1,2 % hatten zwei oder mehr Ethnizitäten. Auf 100 Frauen kamen über 95 Männer. Das Durchschnittsalter betrug 27 Jahre, das Pro-Kopf-Einkommen lag bei knapp über 11.000 US-Dollar im Jahr.
Bis 2012 stieg die Einwohnerzahl auf 873 an. Mit 31 Jahren lag das lokale Durchschnittsalter etwa elf Jahre unterhalb dessen des Bundesstaates Arkansas.

## Verkehr
Im Südwesten des Stadtgebietes durchquert die Interstate 49 die Stadt, der im Nordwesten in die beiden Texarkana-Städte sowie im Süden nach Doddridge führt. Vom Norden in den Süden der Start verläuft die U.S. Route 71, über die Fouke an die Städte Shreveport oder Alexandria im Süden sowie Fort Smith im Norden angebunden ist.